# Шимоньи-Шемадам, Шандор
Шандор Шимоньи-Шемадам (венг. Simonyi-Semadam Sándor; 23 марта 1864, Чеснек, Австрийская империя — 4 июня 1946, Будапешт, Венгрия) — венгерский политик, государственный и общественный деятель. Премьер-министр Венгрии (15 марта 1920 — 19 июля 1920).

## Биография
Изучал право в университетах Будапешта, Венгрии и Германии, а также право и экономику в Сент-Луисе (США). Получив диплом юриста и степень доктора права, открыл адвокатскую контору. Кроме занятий адвокатской деятельностью, регулярно публиковал статьи по вопросам политики, экономики и права.
Много путешествовал, посетил ряд стран Европы, посетил Африку, Северную Америку и Азию.
С 1901 г. занимался политикой. Член Христианско-демократической партии. В 1916 году был избран в Палату представителей парламента. В годы Первой мировой войны потерял сына Шандора Симони-Шемадама младшего. Один из лидеров Национальной партии христианского единства.
После Революции астр в 1918 г. отошёл от активной политической деятельности при правительстве Каройи.
Во время Венгерской советской республики, в 1919 году был арестован за контрреволюционную деятельность и только благодаря счастливой случайности вышел на свободу.
1 марта 1920 года, после падения советской республики, к власти пришёл адмирал Хорти, ставший регентом Венгерского королевства. В марте того же года Хорти назначил Шимоньи-Шемадама и. о. премьер-министра Венгрии, официально он принёс присягу 15 марта 1920 г.
Шимоньи-Шемадам 4 июня 1920 года в качестве премьер-министра участвовал в подписании Трианонского договора, завершившего участие Венгрии в Первой мировой войне, по которому Венгрия потеряла бо́льшую часть своей прежней территории и была вынуждена платить репарации. Одновременно был министром иностранных и внутренних дел Венгрии.
В июле 1920 года Шимоньи-Шемадам был заменён на посту премьер-министра Палом Телеки, который служил в качестве министра иностранных дел в его правительстве.
После своего пребывания на посту премьер-министра работал в финансовом секторе Венгрии. Был членом правления различных банков.
В последующие годы был членом венгерско-японской компании, ответственным за культурный обмен между Японией и Венгрией. Занимался исследованием восточных языков.
В 1936 году был назначен тайным советником Миклоша Хорти.
Его внук Карой Шимоньи, известный писатель, физик, а правнук — Чарльз, американский космический турист, глава компании Intentional Software Corporation. Участник двух космических полётов на российских кораблях Союз ТМА к Международной космической станции.
Умер 4 июля 1946 года в Будапеште в возрасте 82 лет. Похоронен на кладбище Фаркашрети.